# Pak'ma'ra
pak'ma'ra) este o rasă extraterestră fictivă din universul Babylon 5. Ei nu au o prezență puternică în niciun arc narativ al serialului, parțial sub pretextul că alte specii îi evită pentru că sunt, din motive religioase, mâncători dedicați de cadavre.
Umanoizi în formă, pak'ma'ra au tentacule în jurul gurii cu o cavitate care conține un cioc inflexibil. Michael Garibaldi îi descrie ca fiind asemănători cu „o caracatiță care a fost lovită de un camion”. Se bazează pe traducerea automată pentru a comunicare cu alte specii. Cu toate acestea, Durhan a comentat o dată că aceștia refuză să învețe orice altă limbă în afară de a lor. Sunt capabili să cânte ceea ce alte câteva rase au considerat o muzică extrem de frumoasă, dar o fac doar la sărbătorile lor religioase.
Până la dizolvarea sa, pak'ma'ra au fost membri ai Ligii Lumilor Nealiniate, cu un ambasador pe stația Babylon 5. Au devenit apoi membri ai Alianței Interstelare (ISA). Pak'ma'ra a preluat rolul de curieri ai Rangerilor ISA. 

## Dietă
pak'ma'ra se cred un popor ales și superior, iar abilitatea lor de a consuma orice altă specie simțitoare o consideră un semn al acestui lucru. 